# Ioas (padre di Gedeone)
Ioas (o Joash), padre di Gedeone, è un personaggio biblico del Libro dei Giudici.
La Bibbia parla di lui soprattutto in relazione all'episodio in cui suo figlio Gedeone distrusse una notte l'altare di Baal, come richiestogli da Dio, assieme a dieci servitori della sua casa (Giudici 6,25-30). Al mattino la gente della città, inferocita, chiese a Ioas di condurre fuori di casa Gedeone, affinché venisse condannato a morte per aver commesso un simile atto, ma Ioas difese il figlio e lo salvò dai suoi aggressori, rispondendo loro a tono e ricambiando le minacce: